# Calonges

Calonges este o comună în departamentul Lot-et-Garonne din sud-vestul Franței. În 2009 avea o populație de 581 de locuitori.

## Evoluția populației
| An        | 1975 | 1982 | 1990 | 1999 | 2006 | 2009 |
| --------- | ---- | ---- | ---- | ---- | ---- | ---- |
| Populație | 503  | 484  | 483  | 521  | 534  | 581  |